# Pszczoła skalista
Pszczoła skalista, pszczoła himalajska (Apis laboriosa) – największa z pszczół miodnych
Żyje w bardzo nieprzyjaznych warunkach środowiska. Pszczoły te miejsc swego bytowania wyszukują w niedostępnych zagłębieniach skalnych, na takich wysokościach, gdzie dzięki swoim rozmiarom i gęstemu owłosieniu mogą wytrzymać te trudne warunki klimatyczne. Zmianę klimatu wytrzymują dość dobrze.
Granice występowania A.laboriosa ograniczone są barierami nie tyle geograficznymi co klimatycznymi. Pszczoły te żyją na wysokości 1600–3500 m n.p.m.
Podobnie jak pszczoły olbrzymie, także i te zmieniają swoje miejsce pobytu przynajmniej dwa razy w ciągu roku. Pozostawione w skałach plastry nie są ponownie używane, pomimo że rodziny powracają zawsze na to samo miejsce.
Pszczoły himalajskie zbierają nektar z rododendronów. Nektar tej rośliny zawiera substancję grayanotoxins. Nasycony toksynami miód, po spożyciu przez ludzi, wywołuje halucynogenny efekt. Dlatego jest on nazywany "miodem szaleństwa" [ang. mad honey].